# Crystal Silence
Albums de Gary Burton et Chick Corea
Duet
(1979)
Crystal Silence est le premier album du duo formé du vibraphoniste Gary Burton et du pianiste Chick Corea sorti en 1972 chez ECM.
Cette collaboration se poursuivra avec les albums Duet (1979), Native Sense: The New Duets (1997), In Concert, Zürich, October 28, 1979 (1980), The New Crystal Silence (2008) et Hot House (2012), ainsi qu'avec de nombreux concerts.

## Liste des titres

### Face A
| No | Titre           | Musique       | Durée |
| -- | --------------- | ------------- | ----- |
| 1. | Señor Mouse     | Chick Corea   | 6:20  |
| 2. | Arise, Her Eyes | Steve Swallow | 5:08  |
| 3. | I'm Your Pal    | Steve Swallow | 4:02  |
| 4. | Desert Air      | Chick Corea   | 6:26  |

### Face B
| No | Titre                         | Musique         | Durée |
| -- | ----------------------------- | --------------- | ----- |
| 1. | Crystal Silence               | Chick Corea     | 9:05  |
| 2. | Falling Grace                 | Steve Swallow   | 2:42  |
| 3. | Feelings And Things           | Mike Gibbs (en) | 4:46  |
| 4. | Children's Song               | Chick Corea     | 2:11  |
| 5. | What Game Shall We Play Today | Chick Corea     | 3:46  |